# Осан
Оса́н (кор. 오산시?, 烏山市?, Osan-si) — город в провинции Кёнгидо, Южная Корея.

## История
Во времена племенных союзов Самхан на территории города находилось поселение Мосукук. Затем территория перешла под власть царства Когурё и здесь возник уезд (кун или гун) Мэхоль. После того, как государство Силла объединило Корею под своей властью, уезд был переименован в Сусун. Со временем территория была включена в состав города Сувон, и в 1941 году в составе Сувона появился район (мён) Осан. Самостоятельной административной единицей со статусом города Осан стал 1 января 1989 года.
Сейчас Осан — крупный транспортный центр, через который проходит автомагистраль 1, связывающая Сеул и Пусан.

## География
Город находится в южной части провинции Кёнгидо, граничит с городами Хвасон (город) и Пхёнтхэк. Занимает площадь 42,75 км². Находится примерно в 56,9 км к югу от Сеула и в 15,4 км к югу от столицы провинции, Сувона. Под юрисдикцией Осана находится не только непосредственно городские кварталы, но и промышленные зоны и сельскохозяйственные угодья. Ландшафт преимущественно равнинный.

## Экономика
Осан является одним из центров ювелирной промышленности страны. Начиная с 1970-х годов эта отрасль переживала бурное развитие в Осане. Здесь располагается несколько ведущих ювелирных компаний Южной Кореи.

## Административное деление

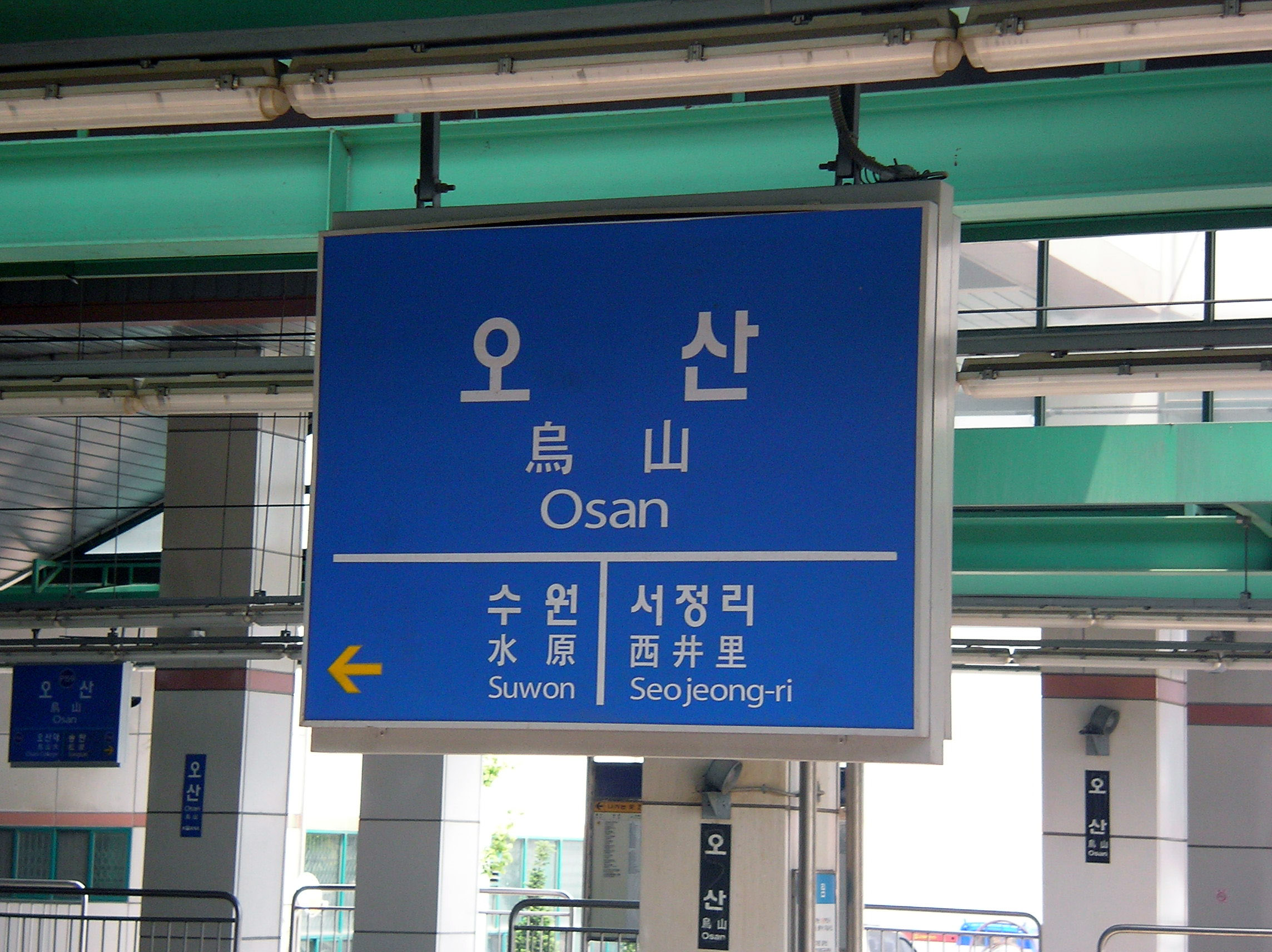
Вывеска на станция пригородного поезда в Осане

Осан административно делится на 6 тон (дон). Данные о населении за 2008 год:
| Район      | Хангыль | Площадь, км² | Население, чел |
| ---------- | ------- | ------------ | -------------- |
| Намчхондон | 남촌동  | 6,60         | 21 516         |
| Синджандон | 신장동  | 7,04         | 22 465         |
| Семадон    | 세마동  | 13,31        | 4 786          |
| Тэвондон   | 대원동  | 6,20         | 55 984         |
| Чунъандон  | 중앙동  | 3,66         | 30 243         |
| Чхопхёндон | 초평동  | 6,48         | 15 243         |

## Туризм и достопримечательности
- Древний за́мок Токсан — здесь состоялась битва между двадцатитысячной армией провинции Чолладо под началом губернатора Квон Ыля с японской армией Като Киёмасы во время Имджинской войны в 1593 году. По легенде, после битвы началась осада замка японским войском, которое полагало, что защитники сдадутся ввиду ограниченного запаса воды. Тогда Квон Ыль приказал вывести на холм перед замком несколько лошадей и «вымыть» их белым рисом. Японцы, наблюдавшие за этой процедурой издалека, посчитали, что у защитников замка достаточно воды, чтобы противостоять осаде, и ретировались. Эта хитрость помогла уберечь крупное воинское формирование чосонской армии от гибели.[6]
- Святилище Квылли, основано в эпоху династии Чосон, в 1792 году Кон Со Рином, известным философом, последователем Конфуция.
- Монумент войскам ООН — во время Корейской войны 5 июля 1950 года на территории Осана в местечке Чукмирён состоялась одна из битв, в которой погибло 20 солдат 24 дивизии армии США. В память об этом событии в 1955 году был возведён монумент, а позже разбит парк площадью 2 тыс. м². Ежегодно 5 июля здесь проходят памятные мероприятия в честь погибших в этом районе.
- Каменные гробницы бронзового века в районе Кымамдон. Всего известно 9 подобных гробниц, размеры надгробий до 6 метров в диаметре. Каменные надгробия правильной овальной формы.
- Осанский рынок. Один из крупнейших и старейших рынков в стране — первое упоминание о рынке в Осане относится к 1792 году. Также он присутствует в документах 1863 и 1899 года. Рынок функционирует по сей день.
- Авиабаза американских ВВС, названная в честь города, Осанская авиабаза на самом деле расположена не в Осане, а в 8 километрах от него в районе Сонтан (ранее это был отдельный город), входящем в состав города Пхёнтхэк.

## Символы
Как и остальные города и уезды Южной Кореи, Осан имеет ряд символов:
- Дерево: гинкго — является символом счастья. Осенние жёлтые листья гинкго символизируют дружбу и гостеприимность. Прямой ствол дерева символизирует доброту и сильную волю.
- Птица: голубь — является символом мира и любви к своему дому.
- Цветок: жёлтый колокольчик — жёлтый цвет олицетворяет радость, а цветок колокольчика символизирует процветание.